# Tomáš Šimerda
Tomáš Šimerda (* 26. května 1952) je český režisér. Je absolventem oboru operní režie na hudební fakultě Akademie múzických umění v Praze, realizoval několik desítek operních, operetních a muzikálových inscenací v různých českých divadlech. V letech 1991–1996 působil jako režisér opery a operety v Divadle J. K. Tyla v Plzni, v letech 1999–2001 jako umělecký šéf Janáčkovy opery Národního divadla v Brně a v letech 2005–2011 jako ředitel Severočeského divadla opery a baletu v Ústí nad Labem.
Více než třicet let se též soustavně věnuje hudebním formám v televizi. Počet pořadů v archivu České televize, pod kterými je podepsán jako režisér či scenárista, dosahuje několika set. Kromě původních televizních inscenací a filmů jsou to i přímé přenosy významných hudebních událostí, např. Zahajovacích koncertů festivalu Pražské jaro. Jako televizní režisér pracoval i v Německu, Švýcarsku a Rakousku (na Salzburger Festspiele). Jeho renomé v oblasti televizní tvorby jej předurčilo pro funkci ředitele Mezinárodního televizního festivalu Zlatá Praha, pořádaného Českou televizí, kterou vykonával v letech 2001–2005. Souběžně zastával v letech 2002–2003 pozici šéfdramaturga Centra divadelní a hudební tvorby České televize. Od roku 2008 působí pedagogicky na Hudební fakultě AMU, v roce 2018 se habilitoval jako docent.

## Nejvýznamnější operní inscenace
- 1991 – G. Puccini: La Boheme (Divadlo J. K. Tyla v Plzni)
- 1991 – W. A. Mozart: Kouzelná flétna (Státní divadlo Ostrava)
- 1992 – L. Janáček: Její pastorkyňa (Divadlo F. X. Šaldy v Liberci)
- 1993 – Ch. Gounod: Faust a Markétka (Divadlo J. K. Tyla v Plzni)
- 1994 – B. Smetana: Tajemství (Divadlo J. K. Tyla v Plzni)
- 1995 – P. I. Čajkovskij: Piková dáma (Divadlo J. K. Tyla v Plzni)
- 1996 – G. Verdi: Il Trovatore (Janáčkova opera ND v Brně)
- 2000 – G. Verdi: Don Carlos (Janáčkova opera ND v Brně)
- 2001 – L. Janáček: Věc Makropulos (Janáčkova opera ND v Brně)
- 2007 – L. Janáček: Káťa Kabanová (Státní akademické divadlo opery a baletu Novosibirsk), první uvedení této opery v Rusku
- 2008 – J. Offenbach: Les Contes d'Hoffmann (Severočeské divadlo opery a baletu Ústí n. L.)
- 2009 – F. Cilea: Adriana Lecouvreur (Divadlo J. K. Tyla v Plzni)

## Režie oper v televizi
- 1987 – Most pro Kláru, původní televizní opera J. F. Fischer
- 1989 – Vanda,  televizní adaptace opery Ant. Dvořáka
- 1990 – Ballo delle Ingrate,  opera-balet Cl. Monteverdiho
- 1994 – Ariadna, televizní adaptace opery Boh. Martinů
- 1997 – Lancelot , televizní adaptace opery Luboše Fišera
- 1998 – Řecké pašije, filmová verze opery Boh. Martinů realizovaná v koprodukci ČT a TV Slovenija

## Ocenění
- 1988 – Mezinárodní televizní festival Zlatá Praha, cena  “Za nejlepší ztvárnění hudebně-dramatického díla“
- 2000 – Mezinárodní televizní festival Zlatá Praha, „Zvláštní cena poroty“ za režii filmu Řecké pašije
- 2000 – VIENNA AWARDS 2000, Festival Mezinárodního hudebního centra ve Vídni (IMZ) – účast ve finále-nominace na „Cenu za nejlepší operní film“
- 2001 – Mezinárodní televizní festival Zlatá Praha, cena  „Český křišťál“ za nejlepší televizní záznam koncertu
- 2004 – VIENNA AWARDS 2004, Festival Mezinárodního hudebního centra ve Vídni (IMZ) – účast ve finále-nominace na „Cenu za nejlepší televizní záznam operního představení“